# Драган Торбица
Драган Јове Торбица је лик у сатиричној серији Државни посао.

## Детињство
Драган Торбица је рођен и одрастао у Босанској Крајини (наводе се села Kрњеуша и  Медна). Основну школу је завршио у Мркоњић Граду. Убрзо је са својом породицом отеран у Војводину коју ни дан данас не воли. Његова породица је добила име по торбици која је служила да се у њу стави „мало сира и мало ракије неке, онако јаче” приликом чувања стоке у родном селу.

## Војска
Војни рок је служио у Билећи 1972. У својим дневницима је описао како га је друг Смајо натерао да носи шарца (митраљез):
„Опет ми је заставник Смајо увалио шарца да носим скроз на брдо... вели, Димче има поштеду, ојео се јако јуче; мислим се, како се неће ојест није окуп’о мјесец дана... ако друже заставниче, кад год неко има поштеду Драган носи шарца... мрш, вечерас у џубокс, каже мени Смајо... а јел тако, друже заставниче, а јел тако, друже Смајо, е нема шансе, Смајо, нема шансе... мислим се ја у себи... онда сам увече остао задњи у џубокси док сав онај дрнч нисам састругао са тањира...”
Такође је учествовао у Ратним акцијама Војске Југославије ’90-тих и за време НАТО агресије на Србију и Црну Гору водио је мали број људи међу којима је био и његов колега у архиви Ђорђе Чварков.
За највећи ратни подвиг сматра се гађање авиона током бомбардовања Савезне Републике Југославије, али уместо авиона Драган Торбица и његов рођак Мићо су са ПВО топа погодили амбар у Локу.

## Политичка опција
Драган Торбица је био велики обожавалац Вука Драшковића и његове странке Српског покрета обнове, међутим када је Вук Драшковић променио своју политичку опцију, он се одлучио за др Војислава Шешеља и дан данас га подржава и помиње га у неким епизодама. Са својим колегама је покушао да оде на изборе са Партијом архиватора Србије (ПАС), али му није успело јер су се обрукали гостовањем у емисији.

## Посао
Као млад Драган Торбица је радио где је могао, најчешће са Раденком Салапуром - Тетком у његовим бројним комбинацијама. Први посао у предузећу му је био у ауто-сервису у државној фирми где је радио са данашњим Директором Добросављевим, којега су тада звали Мусави, возио је и проводио се са Ђорђем Чварковим и тадашњим и њима омиљеним директором Живком Марјановићем. Након Јогурт револуције постао је архиватор у истој фирми.

## Приватни живот
Оженио се Смиљком, има два сина и ћерку, Милоша, Милана и Милицу која му је најдража и увек говори да му је жао што је женско. Има своје рођаке, на стотине њих, али се врти само неколико имена као што су Здравко, Јоја, Дане, Мане, које зове када му је нешто потребно. Они га никада не препознају па им мора објашњавати да је он „Драган Торбица из Новог Сада, рођак твој”. Живи као подстанар код свог таста ког мрзи па му је испевао стих: „имам таста не да гарсоњеру; нека, нека, узећу му мјеру”. Иако је тада победио у финалу такмичења за најбољи текст песме, 5000 евра није узео он, него Раденко Салапура - Тетак.